# Deutsche Zentrumspartei
De Deutsche Zentrumspartei (Duitse Centrumpartij; kortweg Zentrum of ZENTRUM) is een kleine Duitse katholieke partij.

## Oprichting
In 1848 werd er door democraten in het Duitse Frankfurt een volksvertegenwoordiging opgericht. Onder de liberalen en democraten die zitting namen in het Frankfurter Parlement, waren ook katholieken. Tevergeefs probeerden zij om een homogene fractie te stichten. Vanwege de korte duur van het Frankfurter Parlement, kwam het hier niet van. 
In de jaren 60 van de negentiende eeuw was Otto von Bismarck minister-president van Pruisen. Bismarck was een tegenstander van de katholieke emancipatie in Pruisen en dit leidde tot de Kulturkampf. De katholieke parlementariërs in het Pruisische parlement (Landdag) vormden de Katholische Fraktion (KF). Hun voornaamste doel was de katholieke belangen te verdedigen en de Kulturkampf te beëindigen.
In 1870 nam de KF in Pruisen de naam aan van Zentrumspartei. Na de Duitse eenwording in 1871 werd er een landelijke Zentrumspartei opgericht. De Centrumpartij werd vaak kortweg Zentrum of in het Nederlands Centrum genoemd.

## De Centrumpartij tijdens het Duitse Keizerrijk

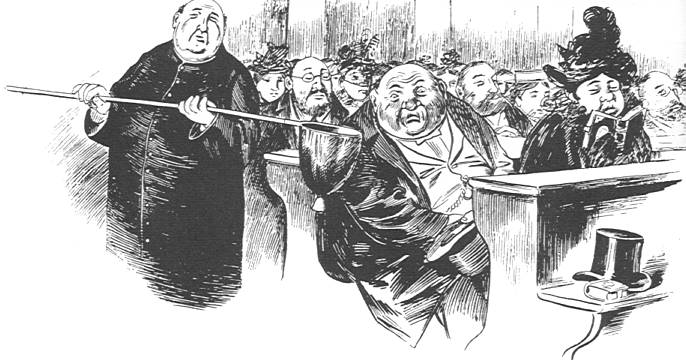
Der Zentrumsmann (karikatuur van Josef Benedikt Engl)

Na de Kulturkampf werd de aanvankelijk progressieve Centrumpartij conservatiever en een partij die de Duitse keizer steunde. Toch was de Centrumpartij eerder bereid om samen te werken met de sociaaldemocraten en linkse liberalen dan de conservatieve Duitse partijen. Het Centrum keerde zich tegen een te overdreven militarisme.
Van 1881 tot 1912 was de Centrumpartij de grootste partij in de Duitse Rijksdag. In Beieren bleef zij ook na die periode grootste partij en was Georg von Hertling er premier.
Aan de vooravond van de Eerste Wereldoorlog stemde de Centrum-partij vóór de oorlogskredieten en steunde zij de Duitse oorlogspolitiek die, althans volgens het zogenaamde 'Septemberprogramm', uit was op annexatie van eventueel veroverde grensgebieden in Rusland, Frankrijk en België. Vanaf 1916, toen er aan de fronten een patstelling was ontstaan, begon de partij echter veel sceptischer te staan tegen de Duitse deelname aan de oorlog en samen met de sociaaldemocraten, de onafhankelijke sociaaldemocraten en de Vooruitgangspartij (linkse liberalen) stemde de partij nu tegen het beleid van de legerleiding en streefde ze naar "vrede zonder annexaties." Van 1917 tot 1918 was Von Hertling rijkskanselier.

## Tijdens de Weimarrepubliek
In oktober 1918 steunde de Centrumpartij het wetsvoorstel om Duitsland om te vormen tot een parlementaire monarchie. In november 1918 aanvaardde de partij de republikeinse staatsvorm toen tijdens de novemberrevolutie de monarchie radicaal afgeschaft werd. Het partijprogramma werd herzien en de partij legde meer nadruk op sociaal welzijn en de democratie. De partij bleef overwegend katholiek, maar stelde zich ook open voor protestanten en niet-confessionelen. Vrijwel ononderbroken maakte de Centrumpartij van 1918 tot 1933 deel uit van de Duitse rijksregeringen. Daarnaast maakte zij deel uit van de coalitieregeringen in Pruisen. De conservatieve zusterpartij van het Centrum, de Beierse Volkspartij maakte deel uit van de Beierse coalitieregeringen. 
De partij bestond tijdens de Weimarrepubliek uit een rechtervleugel (Franz von Papen, Heinrich Brüning enz.) en een linkervleugel (Joseph Wirth, Matthias Erzberger enz.). 
In juni 1933 besloot de Centrum-partij onder nationaalsocialistische druk, nadat duizenden leden waren gearresteerd, zichzelf te ontbinden. 
Tijdens het Derde Rijk (1933-1945) verkozen veel vroegere Centrum-partijleiders (en leden) de kant van het verzet, waaronder Joseph Wirth en Heinrich Brüning. Anderen collaboreerden met Hitler, zoals Franz von Papen, die reeds voor de ontbinding van de Centrum-partij uit de partij was gestapt. Von Papen was tot 1934 vicekanselier onder Hitler en daarna ambassadeur in Wenen en Ankara.

## De Bondsrepubliek Duitsland
Na de Tweede Wereldoorlog ging het grootste deel van de Centrumpartij op in de, niet exclusief katholieke, algemeen christelijke partij CDU van Konrad Adenauer. In Beieren werd er een zusterpartij opgericht, de CSU van Franz Josef Strauß. Daarnaast bleef een zelfstandige Centrumpartij actief, vooral in de deelstaten Nedersaksen en Noordrijn-Westfalen. De partij was tot eind jaren 50 vertegenwoordigd in de Landdag van deze twee deelstaten en in de Bondsdag, ook maakte zij met regelmaat deel uit van de regeringscoalities in Noordrijn-Westfalen. Na deze periode raakte de partij in verval, na 1960 nam de Centrumpartij nog een aantal maal deel aan de verkiezingen voor de Bondsdag of het Europees Parlement, echter zonder veel succes. Bij de Bondsdagverkiezingen van 2005 en 2009 werden er respectievelijk 4010 en 6987 stemmen behaald (0,01%). Daarna deed de partij op landelijk niveau niet meer mee. Anno 2024 is de partij alleen vertegenwoordigd in een aantal districts- en gemeenteraden.

### Europees Parlement
Op 10 juni 2022 trad de voormalige voorzitter van de AfD, Jörg Meuthen, toe tot de Centrumpartij. Daarmee was de partij voor het eerst vertegenwoordigd in het Europees Parlement. In september 2023 verliet hij de partij echter weer.

### Duitse Bondsdag
Van januari tot augustus 2022 was Uwe Witt, een lid van de Bondsdag dat de AfD verliet, lid van de Centrumpartij, wat betekent dat ze voor het eerst sinds 1957 in de Bondsdag vertegenwoordigd was

### Gemeentelijk niveau
De partij is met elk een zetel vertegenwoordigd in de districtsraden van de Rhein-Kreis Neuss en het district Cloppenburg. Ze heeft drie zetels in de gemeenteraad in Dormagen en één in Korschenbroich en Cloppenburg. De partij heeft ook vier zetels in de gemeenteraad van Molbergen. De zetels in de gemeenteraden van Mönchengladbach en Neuss gingen in 2014 verloren, de zetels in de gemeenteraad van Meerbusch en in Kaarst bij de verkiezingen van 2020. Tussen 2022 en 2023 had de partij opnieuw zetels in de gemeenteraad van Mönchengladbach.

## Voorzitters
| Dr. Wilhelm Hamacher    | 1945-1946 |
| Johannes Brockmann (1x) | 1946-1948 |
| Dr. Carl Spiecker       | 1948-1949 |
| Dr. Fritz Sticker       | 1949      |
| Helene Wessel           | 1949-1952 |
| Johannes Brockmann (2x) | 1953-1969 |
| Gerhard Ribbeheger (1x) | 1969-1974 |
| Gerhard Woitzik (1x)    | 1974-1986 |
| Adelgunde Mertensacker  | 1986-1987 |
| Gerhard Ribbeheger (2x) | 1987-1996 |
| Gerhard Woitzik (2x)    | 1996-2009 |

## Partijleiders
| Christian Otte | 2022 |